# Automobil-Weltmeisterschaft 1954

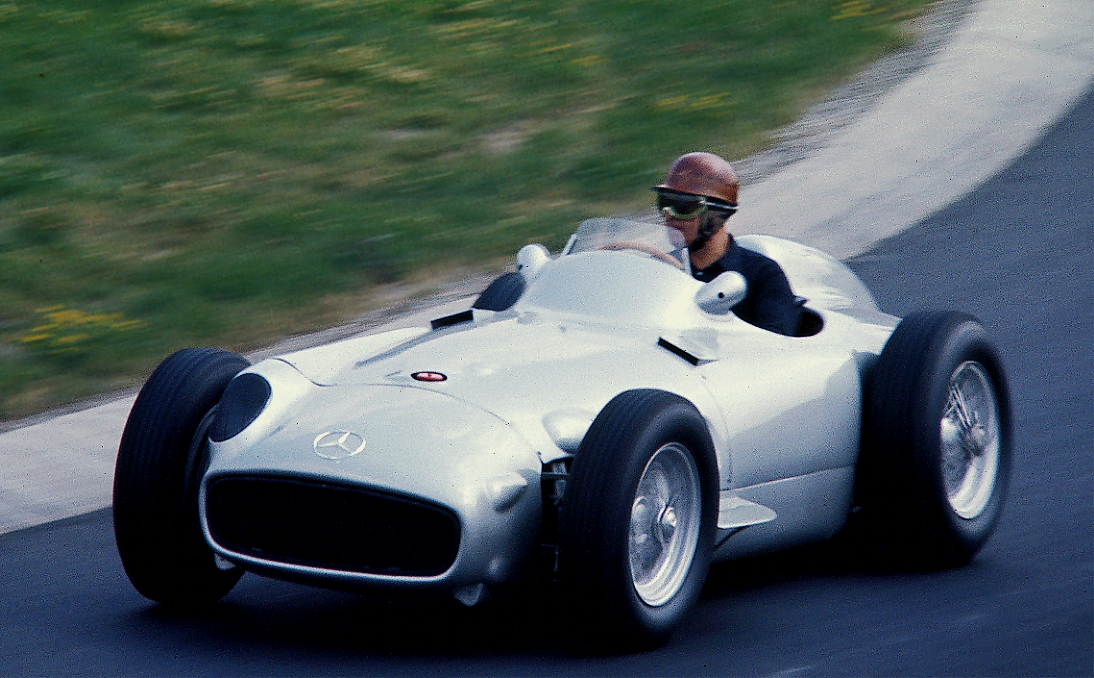
Karl Kling im Mercedes W 196

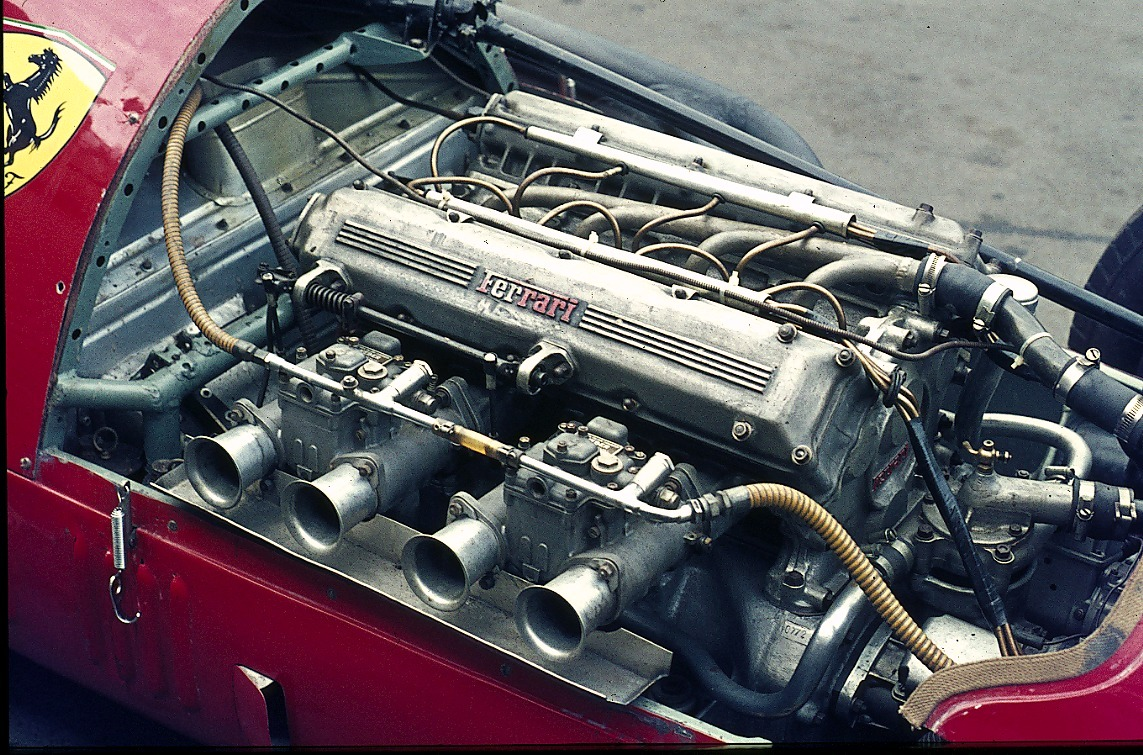
4-Zylinder-Motor des Ferrari 625F1

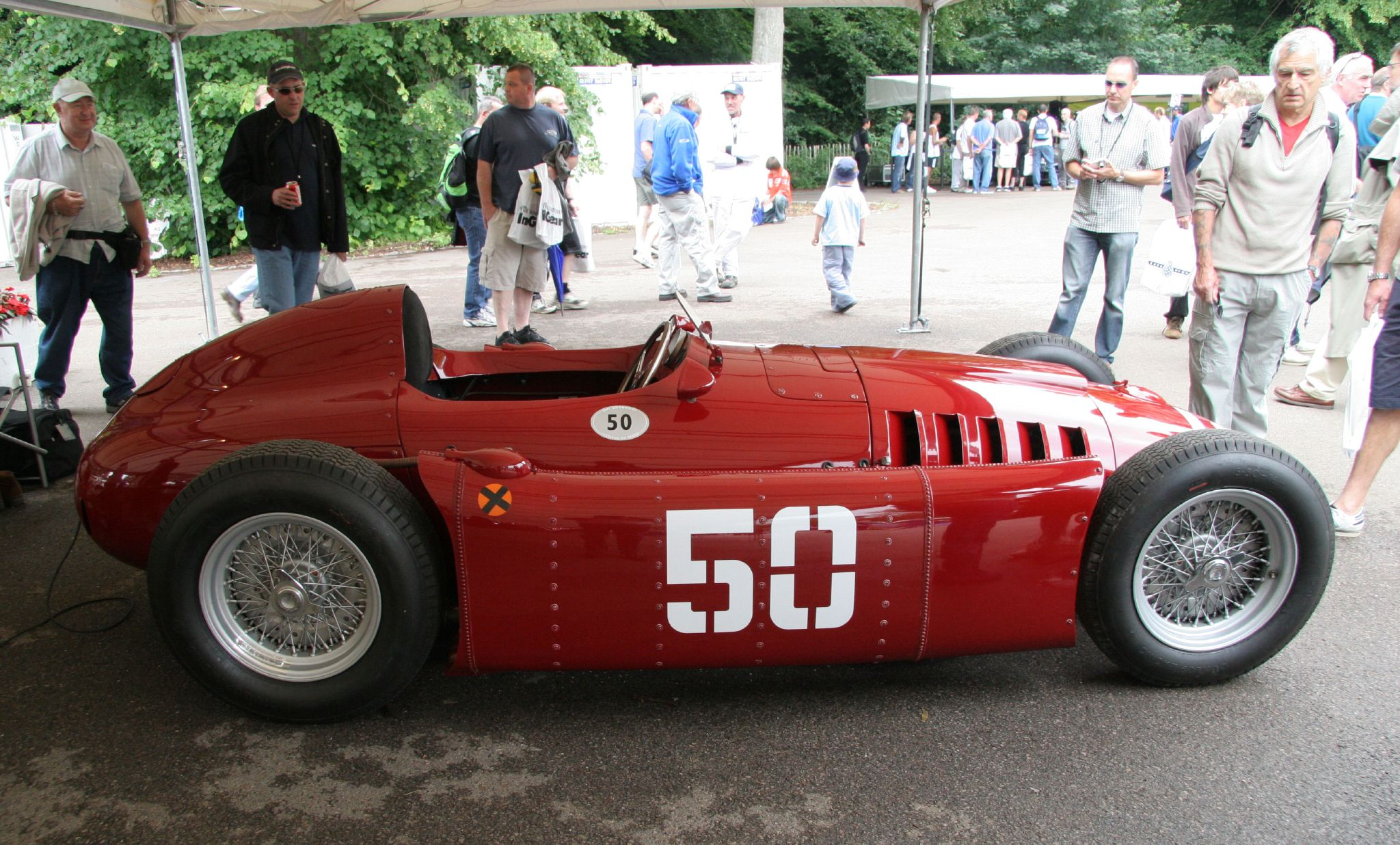
Lancia D50A, beim Goodwood Festival of Speed, 2007

Die Automobil-Weltmeisterschaft 1954 war die 5. Saison der Automobil-Weltmeisterschaft, die heutzutage als Formel-1-Weltmeisterschaft bezeichnet wird. In ihrem Rahmen wurde über neun Rennen in der Zeit vom 17. Januar bis zum 24. Oktober 1954 die Fahrerweltmeisterschaft ausgetragen.
Der FIA-Ehrentitel Großer Preis von Europa wurde 1954 an den Großen Preis von Deutschland vergeben.
Das Jahr 1954 brachte ein neues Reglement: Nach den Übergangsjahren 1952 und 1953, in denen auf Wagen der damaligen Formel 2 zurückgegriffen wurde, trat die neue Formel 1 mit einem Hubraum von 2500 cm³ in Kraft. Alternativ waren auch Kompressormotoren mit 750 cm³ zugelassen, aber wie in den Vorjahren entschied sich kein Team für diese Motoren.
Das dominante Team der 1930er-Jahre, Mercedes, kehrte Mitte der Saison an die Rennstrecken zurück, mit Juan Manuel Fangio hatte man sich vorher schon den besten Fahrer der Epoche gesichert. Da dieser Weltmeister werden wollte, der Mercedes jedoch erst zur Saisonmitte fertig wurde, bestritt Fangio die ersten Rennen auf Maserati. Karl Kling und Hans Herrmann ergänzten die Mannschaft.
Ferrari setzte nach dem Weggang von Alberto Ascari unter anderem auf José Froilán González, Mike Hawthorn und Maurice Trintignant. Ascari und sein Freund Luigi Villoresi unterschrieben beim neuen Team Lancia, doch dieser Wagen war erst zum Saisonende fertig. Und erstmals gab es mit Onofre Marimón einen Toten bei einem Formel-1-Weltmeisterschaftslauf zu betrauern.

## Teams und Fahrer
| Team                    | Konstrukteur            | Chassis          | Motor       | Reifen | Fahrer                  |
| ----------------------- | ----------------------- | ---------------- | ----------- | ------ | ----------------------- |
| Maserati                | Maserati                | 250F A6SSG       | Maserati    | P      | Juan Manuel Fangio      |
| Maserati                | Maserati                | 250F A6SSG       | Maserati    | P      | Alberto Ascari          |
| Maserati                | Maserati                | 250F A6SSG       | Maserati    | P      | Onofre Marimón          |
| Maserati                | Maserati                | 250F A6SSG       | Maserati    | P      | Stirling Moss           |
| Maserati                | Maserati                | 250F A6SSG       | Maserati    | P      | Luigi Musso             |
| Maserati                | Maserati                | 250F A6SSG       | Maserati    | P      | Luigi Villoresi         |
| Maserati                | Maserati                | 250F A6SSG       | Maserati    | P      | Prinz Bira              |
| Maserati                | Maserati                | 250F A6SSG       | Maserati    | P      | Sergio Mantovani        |
| Maserati                | Maserati                | 250F A6SSG       | Maserati    | P      | Francisco Godia-Sales   |
| Scuderia Ferrari        | Ferrari                 | 625F1 553 (1954) | Ferrari     | P      | Giuseppe Farina         |
| Scuderia Ferrari        | Ferrari                 | 625F1 553 (1954) | Ferrari     | P      | José Froilán González   |
| Scuderia Ferrari        | Ferrari                 | 625F1 553 (1954) | Ferrari     | P      | Mike Hawthorn           |
| Scuderia Ferrari        | Ferrari                 | 625F1 553 (1954) | Ferrari     | P      | Umberto Maglioli        |
| Scuderia Ferrari        | Ferrari                 | 625F1 553 (1954) | Ferrari     | P      | Maurice Trintignant     |
| Scuderia Ferrari        | Ferrari                 | 625F1 553 (1954) | Ferrari     | P      | Piero Taruffi           |
| Gordini Racing          | Gordini                 | T16 (1954)       | Gordini     | E      | Jean Behra              |
| Gordini Racing          | Gordini                 | T16 (1954)       | Gordini     | E      | Elie Bayol              |
| Gordini Racing          | Gordini                 | T16 (1954)       | Gordini     | E      | Paul Frère              |
| Gordini Racing          | Gordini                 | T16 (1954)       | Gordini     | E      | Fred Wacker             |
| Gordini Racing          | Gordini                 | T16 (1954)       | Gordini     | E      | Roger Loyer             |
| Gordini Racing          | Gordini                 | T16 (1954)       | Gordini     | E      | André Pilette           |
| Gordini Racing          | Gordini                 | T16 (1954)       | Gordini     | E      | Jacques Pollet          |
| Gordini Racing          | Gordini                 | T16 (1954)       | Gordini     | E      | Georges Berger          |
| Gordini Racing          | Gordini                 | T16 (1954)       | Gordini     | E      | Clemar Bucci            |
| Ecurie Rosier           | Ecurie Rosier           | 500 625F1        | Ferrari     | D      | Louis Rosier            |
| Ecurie Rosier           | Ecurie Rosier           | 500 625F1        | Ferrari     | D      | Maurice Trintignant     |
| Ecurie Rosier           | Ecurie Rosier           | 500 625F1        | Ferrari     | D      | Robert Manzon           |
| Team Harry Schell       | Team Harry Schell       | A6SSG            | Maserati    | P      | Harry Schell            |
| Emmanuel de Graffenried | Emmanuel de Graffenried | A6SSG            | Maserati    | P      | Emmanuel de Graffenried |
| Team Robert Mieres      | Team Robert Mieres      | A6SSG            | Maserati    | P      | Robert Mieres           |
| Team Jorge Daponte      | Team Jorge Daponte      | A6SSG            | Maserati    | P      | Jorge Daponte           |
| Team Onofre Marimón     | Team Onofre Marimón     | A6SSG            | Maserati    | P      | Carlos Menditeguy       |
| Ecurie Francorchamps    | Ecurie Francorchamps    | 500              | Ferrari     | E      | Jacques Swaters         |
| Team Bira               | Team Bira               | 250F             | Maserati    | P      | Prinz Bira              |
| Team Bira               | Team Bira               | 250F             | Maserati    | P      | Ron Flockhart           |
| Team Stirling Moss      | Team Stirling Moss      | 250F             | Maserati    | P      | Stirling Moss           |
| Mercedes-Benz           | Mercedes                | W196             | Mercedes    | C      | Juan Manuel Fangio      |
| Mercedes-Benz           | Mercedes                | W196             | Mercedes    | C      | Karl Kling              |
| Mercedes-Benz           | Mercedes                | W196             | Mercedes    | C      | Hans Herrmann           |
| Mercedes-Benz           | Mercedes                | W196             | Mercedes    | C      | Hermann Lang            |
| HWM                     | HWM                     | H.W.M. (1954)    | Alta        | D      | Lance Macklin           |
| British Racing Motors   | B.R.M.                  | 250F             | Maserati    | D      | Ken Wharton             |
| Gilby Engineering       | Gilby Engineering       | 250F             | Maserati    | D      | Roy Salvadori           |
| Scuderia Ambrosiana     | Scuderia Ambrosiana     | 500              | Ferrari     | A      | Reg Parnell             |
| Vanwall                 | Vanwall                 | Vanwall(1954/57) | Vanwall     | P      | Peter Collins           |
| Team Peter Whitehead    | Team Peter Whitehead    | Cooper T24       | Alta        | D      | Peter Whitehead         |
| Team Whitehouse         | Team Whitehouse         | Connaught Type A | Lea-Francis | D      | Bill Whitehouse         |
| Team Leslie Marr        | Team Leslie Marr        | Connaught Type A | Lea-Francis | D      | Leslie Marr             |
| Rob Walker              | Rob Walker              | Connaught Type A | Lea-Francis | D      | John Riseley-Prichard   |
| Team Sir Jeremy Boles   | Team Sir Jeremy Boles   | Connaught Type A | Lea-Francis | D      | Don Beauman             |
| Ecurie Ecosse           | Ecurie Ecosse           | Connaught Type A | Lea-Francis | D      | Leslie Thorne           |
| R J Chase               | R J Chase               | Cooper T23       | Bristol     | D      | Alan Brown              |
| Team Horace Gould       | Team Horace Gould       | Cooper T23       | Bristol     | D      | Horace Gould            |
| Team F R Gerard Cars    | Team F R Gerard Cars    | Cooper T23       | Bristol     | D      | Bob Gerard              |
| Ecurie Richmond         | Ecurie Richmond         | Cooper T23       | Bristol     | D      | Eric Brandon            |
| Team Hans Klenk         | Hans Klenk              | Veritas-Meteor   | BMW         | P      | Theo Helfrich           |
| Team de Riu             | Maserati                | A6SSG            | Maserati    | P      | Giovanni de Riu         |
| Lancia                  | Lancia                  | D50              | Lancia      | P      | Alberto Ascari          |
| Lancia                  | Lancia                  | D50              | Lancia      | P      | Luigi Villoresi         |

## Rennberichte

### Großer Preis von Argentinien
| Platz | Fahrer                | Team     | Zeit       |
| ----- | --------------------- | -------- | ---------- |
| 1     | Juan Manuel Fangio    | Maserati | 3:00:55,8  |
| 2     | Giuseppe Farina       | Ferrari  | + 1:19,0   |
| 3     | José Froilán González | Ferrari  | + 2:01,0   |
| 4     | Maurice Trintignant   | Ferrari  | + 1 Runde  |
| 5     | Élie Bayol            | Gordini  | + 2 Runden |

Der Große Preis von Argentinien auf dem Autódromo Municipal Ciudad de Buenos Aires fand am 17. Januar 1954 statt und ging über eine Distanz von 87 Runden à 3,912 km, was einer Gesamtdistanz von 340,344 km entspricht.
Viele Teams waren für das erste Rennen des neuen Reglements nicht gerüstet und verwendeten die umgebauten Vorjahrsmodelle. Da Fangios Maserati-Team bei einem Boxenstopp zu viele Mechaniker im Einsatz hatte, rechnete die Ferrari-Teamleitung mit dessen Disqualifikation und signalisierte ihren Fahrern: „Nichts riskieren!“. Der Protest ging im Heimatland des Weltmeisterschaftsfavoriten nicht durch und so gewann Fangio vor drei Ferraris.

### Indianapolis 500
| Platz | Fahrer               | Team               | Zeit       |
| ----- | -------------------- | ------------------ | ---------- |
| 1     | Bill Vukovich        | Kurtis-Offenhauser | 3:49:17,27 |
| 2     | Jimmy Bryan          | Kuzma-Offenhauser  | + 1:09,95  |
| 3     | Jack McGrath         | Kurtis-Offenhauser | + 1:19,73  |
| 4     | T. Ruttman/D. Carter | Kurtis-Offenhauser | + 2:52,68  |
| 5     | Mike Nazaruk         | Kurtis-Offenhauser | + 3:24,55  |

Das Indianapolis 500 auf dem Indianapolis Motor Speedway fand am 31. Mai 1954 statt und ging über eine Distanz von 200 Runden à 4,023 km, was einer Gesamtdistanz von 804,600 km entspricht.
Das „Indy 500“ war kein Formel-1-Rennen, das Ergebnis wurde aber von der FIA einige Jahre zur Fahrerweltmeisterschaft gezählt. Europäische Teams und Fahrer waren wie üblich nicht am Start, ebenso nahmen Indy-500-Fahrer fast nie an Formel-1-Rennen teil.
Bill Vukovich, aus der siebten Reihe gestartet, arbeitete sich konsequent nach vorne und erzielte seinen zweiten Indy-Sieg in Folge.

### Großer Preis von Belgien
| Platz | Fahrer                     | Team     | Zeit      |
| ----- | -------------------------- | -------- | --------- |
| 1     | Juan Manuel Fangio         | Maserati | 2:44:42,4 |
| 2     | Maurice Trintignant        | Ferrari  | + 24,2    |
| 3     | Stirling Moss              | Maserati | + 1 Runde |
| 4     | M. Hawthorn/J. F. González | Ferrari  | + 1 Runde |
| 5     | André Pilette              | Gordini  | + 1 Runde |

Der Große Preis von Belgien auf dem Circuit de Spa-Francorchamps fand am 20. Juni 1954 statt und ging über eine Distanz von 36 Runden à 14,120 km, was einer Gesamtdistanz von 508,320 km entspricht.
Nach Motorschäden bei Farina und González war das Rennen ein leichtes Spiel für Fangio. Glück hatte Roberto Mieres, dessen Maserati in der ersten Runde völlig ausbrannte. Er trug nur leichte Verletzungen davon.

### Großer Preis von Frankreich
| Platz | Fahrer             | Team          | Zeit       |
| ----- | ------------------ | ------------- | ---------- |
| 1     | Juan Manuel Fangio | Mercedes-Benz | 2:42:47,9  |
| 2     | Karl Kling         | Mercedes-Benz | + 0,1      |
| 3     | Robert Manzon      | Ferrari       | + 1 Runde  |
| 4     | Prinz Bira         | Maserati      | + 1 Runde  |
| 5     | Luigi Villoresi    | Maserati      | + 3 Runden |

Der Große Preis von Frankreich auf dem Circuit de Reims-Gueux fand am 4. Juli 1954 statt und ging über eine Distanz von 61 Runden à 8,302 km, was einer Gesamtdistanz von 506,422 km entspricht.
Der Große Preis von Frankreich brachte das lang erwartete Debüt der Mercedes. Mit ihrer flachen und breiten Bauweise und zudem Vollverkleidung für schnelle Strecken wirkten sie bereits optisch dem übrigen Feld mit schmalen, hochbeinigen Fahrzeugen überlegen. Das Rennen endete mit einem Doppelsieg von Fangio vor Kling. Neuling Hans Herrmann erzielte zudem vor seinem Ausfall die schnellste Runde. Zitat Fangio: „Die Konkurrenten sahen wir an diesem Tag eigentlich nur beim Start und bei Überrundungsmanövern.“
Der Termin des Sieges war ein historischer: genau 40 Jahre nach dem Sieg Christian Friedrich Lautenschlagers auf Mercedes beim Großen Preis von Frankreich 1914. Kurz nach dem überlegenen Mercedes-Doppelsieg wurde die deutsche Fußballnationalmannschaft beim „Wunder von Bern“ Weltmeister.

### Großer Preis von Großbritannien
| Platz | Fahrer                | Team          | Zeit       |
| ----- | --------------------- | ------------- | ---------- |
| 1     | José Froilán González | Ferrari       | 2:56:14,0  |
| 2     | Mike Hawthorn         | Ferrari       | + 1.10,0   |
| 3     | Onofre Marimón        | Maserati      | + 1 Runde  |
| 4     | Juan Manuel Fangio    | Mercedes-Benz | + 1 Runde  |
| 5     | Maurice Trintignant   | Ferrari       | + 3 Runden |

Der Große Preis von Großbritannien auf dem Silverstone Circuit fand am 17. Juli 1954 statt und ging über eine Distanz von 90 Runden à 4,711 km, was einer Gesamtdistanz von 423,945 km entspricht.
Alle erwarteten für den britischen Grand Prix erneut einen Mercedes-Sieg, doch die Vollverkleidung erwies sich auf dem 4,8 Kilometer langen Kurs mit acht Kurven und nur kurzen Geraden als hinderlich. Auf der von Strohballen umgebenen und mit sandgefüllten Fässern markierten Strecke waren präzise zu steuernde Fahrzeuge mit freistehenden Rädern von Vorteil, und so gewann José Froilán González auf Ferrari das Rennen. Fangio verbeulte gar den unübersichtlichen Mercedes drei Mal und wurde nur Vierter. Eine erstaunliche Leistung vollbrachte Onofre Marimón. Wegen Versäumnissen seiner Mechaniker konnte er nicht trainieren und musste als Letzter starten. In der ersten Runde überholte er 19 Fahrzeuge und wurde schließlich Dritter.

### Großer Preis von Deutschland
| Platz | Fahrer                     | Team          | Zeit      |
| ----- | -------------------------- | ------------- | --------- |
| 1     | Juan Manuel Fangio         | Mercedes-Benz | 3:45:45,8 |
| 2     | M. Hawthorn/J. F. González | Ferrari       | + 1:36,5  |
| 3     | Maurice Trintignant        | Ferrari       | + 5:08,6  |
| 4     | Karl Kling                 | Mercedes-Benz | + 6:06,5  |
| 5     | Sergio Mantovani           | Maserati      | + 8:50,5  |

Der Große Preis von Deutschland auf dem Nürburgring fand am 1. August 1954 statt und ging über eine Distanz von 22 Runden à 22,810 km, was einer Gesamtdistanz von 501,820 km entspricht. Der Grand Prix trug auch den FIA-Ehrentitel Großer Preis von Europa.
Im Training verunglückte der argentinische Maserati-Fahrer Onofre Marimón tödlich; es war der erste Todesfall bei einem Formel-1-Weltmeisterschaftslauf.
Nach dem Misserfolg in Silverstone hatte Mercedes-Benz die Stromlinienkarosserien durch Fahrzeuge mit freistehenden Rädern ergänzt. Trotz der Trauer um seinen Landsmann gewann Fangio erneut und sicherte sich vorzeitig den Weltmeistertitel. Kling hatte zum Entsetzen von Rennleiter Alfred Neubauer Fangio gejagt und überholt, nachdem sein Wagen Benzin verloren hatte und er hatte nachtanken müssen. „Altstar“ Hermann Lang, der faktische Europameister der Grand-Prix-Europameisterschaft 1939, hatte seinen letzten großen Auftritt; bis zu seinem Ausfall lag er auf Rang zwei.
Mit 3 Stunden und 45 Minuten ist dieses Rennen, nach dem Großen Preis von Kanada 2011, (abgesehen von den nicht vergleichbaren Indy-Rennen) der zweitlängste je ausgetragene Formel-1-Weltmeisterschaftslauf.

### Großer Preis der Schweiz
| Platz | Fahrer                | Team          | Zeit       |
| ----- | --------------------- | ------------- | ---------- |
| 1     | Juan Manuel Fangio    | Mercedes-Benz | 3:00:34,5  |
| 2     | José Froilán González | Ferrari       | + 57,8     |
| 3     | Hans Herrmann         | Mercedes-Benz | + 1 Runde  |
| 4     | Roberto Mières        | Maserati      | + 2 Runden |
| 5     | Sergio Mantovani      | Maserati      | + 2 Runden |

Der Große Preis der Schweiz auf der Bremgarten-Rundstrecke fand am 22. August 1954 statt und ging über eine Distanz von 66 Runden à 7,280 km, was einer Gesamtdistanz von 480,480 km entspricht.
Der GP der Schweiz (der letzte in Bremgarten) brachte einen Start-Ziel-Sieg für Fangio. Stirling Moss im Werks-Maserati konnte anfangs mit ihm mithalten, was das Interesse des Mercedes-Rennleiters Alfred Neubauer an dem Briten weckte (1955 fuhr Moss für die Deutschen). Hans Herrmann erzielte mit dem dritten Platz sein bestes Ergebnis.

### Großer Preis von Italien
| Platz | Fahrer                     | Team          | Zeit       |
| ----- | -------------------------- | ------------- | ---------- |
| 1     | Juan Manuel Fangio         | Mercedes-Benz | 2:47:47,9  |
| 2     | Mike Hawthorn              | Ferrari       | + 1 Runde  |
| 3     | J. F. González/U. Maglioli | Ferrari       | + 2 Runden |
| 4     | Hans Herrmann              | Mercedes-Benz | + 3 Runden |
| 5     | Maurice Trintignant        | Ferrari       | + 5 Runden |

Der Große Preis von Italien fand am 5. September 1954 auf dem Autodromo Nazionale Monza statt und ging über eine Distanz von 80 Runden à 6,300 km, was einer Gesamtdistanz von 504,000 km entspricht.
Das Rennen war ein abwechslungsreiches, bei dem sich die Mercedes (Karl Kling und Juan Manuel Fangio), der Ferrari Alberto Ascaris, der wieder ein Rennen für sein ehemaliges Team bestritt, und der Maserati von Stirling Moss an der Spitze abwechselten. Technische Probleme der Konkurrenz erleichterten den Sieg Fangios.

### Großer Preis von Spanien
| Platz | Fahrer             | Team          | Zeit      |
| ----- | ------------------ | ------------- | --------- |
| 1     | Mike Hawthorn      | Ferrari       | 3:13:52,1 |
| 2     | Luigi Musso        | Maserati      | + 1:13,2  |
| 3     | Juan Manuel Fangio | Mercedes-Benz | + 1 Runde |
| 4     | Roberto Mieres     | Maserati      | + 1 Runde |
| 5     | Karl Kling         | Mercedes-Benz | + 1 Runde |

Der Große Preis von Spanien fand am 24. Oktober 1954 auf dem Circuit de Pedralbes statt und ging über eine Distanz von 80 Runden à 6,316 km, was einer Gesamtdistanz von 505,280 km entspricht.
Inzwischen war das Lancia-Team fertig und brachte seine Rennwagen erstmals zum Einsatz. Lancia-Pilot Alberto Ascari fuhr Trainingsbestzeit und im Rennen die schnellste Runde (für die es damals einen Extrapunkt gab), schied aber aus. Mike Hawthorn im Ferrari gewann seinen zweiten Grand Prix. Die Mercedes hatten Laub im unvergitterten Kühlerschacht aufgesammelt, was die Ansaugluftzufuhr einschränkte und zu Überhitzung führte, sodass sie nicht in die Entscheidung eingreifen konnten.

## Fahrerwertung
Für die Fahrerweltmeisterschaft 1954 galten folgende Regeln der Punkteverteilung:
| Platz 1          | 8 Punkte |
| Platz 2          | 6 Punkte |
| Platz 3          | 4 Punkte |
| Platz 4          | 3 Punkte |
| Platz 5          | 2 Punkte |
| schnellste Runde | 1 Punkt  |

- Es gingen nur die besten fünf Resultate aus den neun Rennen in die Wertung ein.
- Es war erlaubt, die Fahrer zu wechseln. Wurde dies gemacht, bekam jeder Fahrer die Hälfte der Punktzahl des mit dem Fahrzeug erreichten Platzes, unabhängig davon, wie groß sein Anteil an der Gesamtdistanz war.
- aufgeführt ist nur die beste Platzierung eines Fahrers in einem Rennen.

| Pos. | Fahrer                  | Konstrukteur   |         |         |         |         |         |         |         |         |         | Punkte             | Punkte             |
| 01   | Juan Manuel Fangio      | Maserati       | 0001000 |         | 0001000 |         |         |         |         |         |         | 17                 | 42 (57,14)         |
| 01   | Juan Manuel Fangio      | Mercedes       |         |         |         | 0001000 | (4)     | 0001000 | 0001000 | 0001000 | (3)     | 25 (40,14)         | 42 (57,14)         |
| 02   | José Froilán González   | Ferrari        | 3       |         | (4)     | DNF     | 0001000 | 2       | 2       | 3       |         | 00025,14 (26,64) 1 | 00025,14 (26,64) 1 |
| 03   | Mike Hawthorn           | Ferrari        | DSQ     |         | 4       | DNF     | 2       | 2       | DNF     | 2       | 0001000 | 24,64 1            | 24,64 1            |
| 04   | Maurice Trintignant     | Ferrari        | 4       |         | 2       | DNF     | 5       | 3       | DNF     | 5       | DNF     | 17                 | 17                 |
| 05   | Karl Kling              | Mercedes       |         |         |         | 2       | 7       | 4       | DNF     | DNF     | 5       | 12                 | 12                 |
| 06   | Bill Vukovich           | Kurtis Kraft   |         | 0001000 |         |         |         |         |         |         |         | 8                  | 8                  |
| 07   | Hans Herrmann           | Mercedes       |         |         |         | DNF     |         | DNF     | 3       | 4       | DNF     | 8                  | 8                  |
| 08   | Luigi Musso             | Maserati       | DNS     |         |         |         |         |         |         | DNF     | 2       | 6                  | 6                  |
| 09   | Giuseppe Farina         | Ferrari        | 2       |         | DNF     |         |         |         |         |         |         | 6                  | 6                  |
| 10   | Jimmy Bryan             | Kuzma          |         | 2       |         |         |         |         |         |         |         | 6                  | 6                  |
| 11   | Roberto Mieres          | Maserati       | DNF     |         | DNF     | DNF     | 6       | DNF     | 4       | DNF     | 4       | 6                  | 6                  |
| 12   | Jack McGrath            | Kurtis Kraft   |         | 3       |         |         |         |         |         |         |         | 5                  | 5                  |
| 13   | Stirling Moss           | Maserati       |         |         | 3       |         | DNF     | DNF     | DNF     | 10      | DNF     | 4,14 1             | 4,14 1             |
| 14   | Onofre Marimón          | Maserati       | DNF     |         | DNF     | DNF     | 3       | DNS     |         |         |         | 4,14 1             | 4,14 1             |
| 15   | Robert Manzon           | Ferrari        |         |         |         | 3       | DNF     | 9       | 7       | DNF     | DNF     | 4                  | 4                  |
| 16   | Sergio Mantovani        | Maserati       |         |         | 7       | DNS     |         | 5       | 5       | 9       | DNF     | 4                  | 4                  |
| 17   | Birabongse Bira         | Maserati       | 7       |         | 6       | 4       | DNF     | DNF     |         |         | 9       | 3                  | 3                  |
| 18   | Umberto Maglioli        | Ferrari        | 9       |         |         |         |         |         | 7       | 3       |         | 2                  | 2                  |
| 19   | André Pilette           | Gordini        |         |         | 5       |         | 9       | DNF     |         |         |         | 2                  | 2                  |
| 20   | Luigi Villoresi         | Maserati       |         |         |         | 5       | DNF     | DNS     |         | DNF     |         | 2                  | 2                  |
| 20   | Luigi Villoresi         | Lancia         |         |         |         |         |         |         |         |         | DNF     | 0                  | 2                  |
| 21   | Elie Bayol              | Gordini        | 5       |         |         |         |         |         |         |         |         | 2                  | 2                  |
| 21   | Mike Nazaruk            | Kurtis Kraft   |         | 5       |         |         |         |         |         |         |         | 2                  | 2                  |
| 23   | Duane Carter            | Kurtis Kraft   |         | 4       |         |         |         |         |         |         |         | 1,5                | 1,5                |
| 23   | Troy Ruttman            | Kurtis Kraft   |         | 4       |         |         |         |         |         |         |         | 1,5                | 1,5                |
| 25   | Alberto Ascari          | Maserati       |         |         |         | DNF     | DNF     |         |         |         |         | 0,14               | 1,14 1             |
| 25   | Alberto Ascari          | Ferrari        |         |         |         |         |         |         |         | DNF     |         | 0                  | 1,14 1             |
| 25   | Alberto Ascari          | Lancia         |         |         |         |         |         |         |         |         | DNF     | 1                  | 1,14 1             |
| 26   | Jean Behra              | Gordini        | DSQ     |         | DNF     | 6       | DNF     | 10      | DNF     | DNF     | DNF     | 0,14 1             | 0,14 1             |
| 27   | Harry Schell            | Maserati       | 6       |         |         | DNF     | 12      | 7       | DNF     |         | DNF     | 0                  | 0                  |
| 28   | Ken Wharton             | Maserati       |         |         |         | DNF     | 8       | DNS     | 6       |         | 8       | 0                  | 0                  |
| 29   | Fred Wacker             | Gordini        |         |         |         |         |         |         | DNF     | 6       |         | 0                  | 0                  |
| 30   | Fred Agabashian         | Kurtis Kraft   |         | 6       |         |         |         |         |         |         |         | 0                  | 0                  |
| 30   | Francisco Godia-Sales   | Maserati       |         |         |         |         |         |         |         |         | 6       | 0                  | 0                  |
| 30   | Piero Taruffi           | Ferrari        |         |         |         |         |         | 6       |         |         |         | 0                  | 0                  |
| 33   | Louis Rosier            | Ferrari        | DNF     |         |         | DNF     | DNF     | 8       |         |         |         | 0                  | 0                  |
| 33   | Louis Rosier            | Maserati       |         |         |         |         |         |         |         | 8       | 7       | 0                  | 0                  |
| 34   | Paul Frère              | Gordini        |         |         | DNF     | 7       |         | DNF     |         |         |         | 0                  | 0                  |
| 35   | Peter Collins           | Vanwall        |         |         |         |         | DNF     |         |         | 7       | DNS     | 0                  | 0                  |
| 36   | Don Freeland            | Watson         |         | 7       |         |         |         |         |         |         |         | 0                  | 0                  |
| 37   | Emmanuel de Graffenried | Maserati       | 8       |         | DNF     |         |         |         |         |         | DNF     | 0                  | 0                  |
| 37   | Jacques Swaters         | Ferrari        |         |         | DNF     |         |         |         | 8       |         | DNF     | 0                  | 0                  |
| 39   | Larry Crockett          | Kurtis Kraft   |         | 9       |         |         |         |         |         |         |         | 0                  | 0                  |
| 40   | Cal Niday               | Ansted         |         | 10      |         |         |         |         |         |         |         | 0                  | 0                  |
| 40   | Frederic Roberts-Gerard | Cooper         |         |         |         |         | 10      |         |         |         |         | 0                  | 0                  |
| 42   | Jorge Daponte           | Maserati       | DNF     |         |         |         |         |         |         | 11      |         | 0                  | 0                  |
| 43   | Don Beauman             | Connaught      |         |         |         |         | 11      |         |         |         |         | 0                  | 0                  |
| 43   | Art Cross               | Kurtis Kraft   |         | 11      |         |         |         |         |         |         |         | 0                  | 0                  |
| 43   | Jim Davies              | Kurtis Kraft   |         | 11      |         |         |         |         |         |         |         | 0                  | 0                  |
| 43   | Sam Hanks               | Kurtis Kraft   |         | 11      |         |         |         |         |         |         |         | 0                  | 0                  |
| 43   | Andy Linden             | Kurtis Kraft   |         | 11      |         |         |         |         |         |         |         | 0                  | 0                  |
| 43   | Johnnie Parsons         | Kurtis Kraft   |         | 11      |         |         |         |         |         |         |         | 0                  | 0                  |
| 49   | Walt Faulkner           | Kuzma          |         | 12      |         |         |         |         |         |         |         | 0                  | 0                  |
| 49   | Chuck Stevenson         | Kuzma          |         | 12      |         |         |         |         |         |         |         | 0                  | 0                  |
| 51   | Manuel Ayulo            | Kuzma          |         | 13      |         |         |         |         |         |         |         | 0                  | 0                  |
| 51   | Leslie Marr             | Connaught      |         |         |         |         | 13      |         |         |         |         | 0                  | 0                  |
| 53   | Bob Sweikert            | Kurtis Kraft   |         | 14      |         |         |         |         |         |         |         | 0                  | 0                  |
| 54   | Tony Bettenhausen       | Kurtis Kraft   |         | 15      |         |         |         |         |         |         |         | 0                  | 0                  |
| 54   | Jimmy Jackson           | Kurtis Kraft   |         | 15      |         |         |         |         |         |         |         | 0                  | 0                  |
| 54   | Marshall Teague         | Kurtis Kraft   |         | 15      |         |         |         |         |         |         |         | 0                  | 0                  |
| 57   | Ernie McCoy             | Kurtis Kraft   |         | 16      |         |         |         |         |         |         |         | 0                  | 0                  |
| 58   | Jimmy Reece             | Pankratz       |         | 17      |         |         |         |         |         |         |         | 0                  | 0                  |
| 59   | Ed Elisian              | Chapman        |         | 18      |         |         |         |         |         |         |         | 0                  | 0                  |
| 59   | Bob Scott               | Chapman        |         | 18      |         |         |         |         |         |         |         | 0                  | 0                  |
| 61   | Frank Armi              | Silnes         |         | 19      |         |         |         |         |         |         |         | 0                  | 0                  |
| 61   | George Fonder           | Silnes         |         | 19      |         |         |         |         |         |         |         | 0                  | 0                  |
| 63   | Richard Rathmann        | Kurtis Kraft   |         | 20      |         |         |         |         |         |         |         | 0                  | 0                  |
| 64   | Pat O’Connor            | Kurtis Kraft   |         | 21      |         |         |         |         |         |         |         | 0                  | 0                  |
| 65   | Eddie Johnson           | Pawl           |         | 22      |         |         |         |         |         |         |         | 0                  | 0                  |
| 65   | Rodger Ward             | Pawl           |         | 22      |         |         |         |         |         |         |         | 0                  | 0                  |
| 67   | Gene Hartley            | Kurtis Kraft   |         | 23      |         |         |         |         |         |         |         | 0                  | 0                  |
| 68   | Jimmy Daywalt           | Kurtis Kraft   |         | 24      |         |         |         |         |         |         |         | 0                  | 0                  |
| 68   | Johnny Thomson          | Nichels        |         | 24      |         |         |         |         |         |         |         | 0                  | 0                  |
| 70   | Jerry Hoyt              | Kurtis Kraft   |         | 26      |         |         |         |         |         |         |         | 0                  | 0                  |
| 70   | Paul Russo              | Kurtis Kraft   |         | 26      |         |         |         |         |         |         |         | 0                  | 0                  |
| 72   | Pat Flaherty            | Kurtis Kraft   |         | 28      |         |         |         |         |         |         |         | 0                  | 0                  |
| 72   | Bill Holland            | Kurtis Kraft   |         | 28      |         |         |         |         |         |         |         | 0                  | 0                  |
| 74   | Danny Kladis            | Bromme         |         | 30      |         |         |         |         |         |         |         | 0                  | 0                  |
| 74   | Travis Webb             | Bromme         |         | 30      |         |         |         |         |         |         |         | 0                  | 0                  |
| 76   | Len Duncan              | Schroeder      |         | 31      |         |         |         |         |         |         |         | 0                  | 0                  |
| 77   | Bill Homeier            | Nichels        |         | 33      |         |         |         |         |         |         |         | 0                  | 0                  |
| —    | Horace Gould            | Cooper         |         |         |         |         | DNC     |         |         |         |         | 0                  | 0                  |
| —    | Leslie Thorne           | Connaught      |         |         |         |         | DNC     |         |         |         |         | 0                  | 0                  |
| —    | Clemar Bucci            | Gordini        |         |         |         |         | DNF     | DNF     | DNF     | DNF     |         | 0                  | 0                  |
| —    | Jacques Pollet          | Gordini        |         |         |         | DNF     |         |         |         |         | DNF     | 0                  | 0                  |
| —    | Roy Salvadori           | Maserati       |         |         |         | DNF     | DNF     |         |         |         |         | 0                  | 0                  |
| —    | Georges Berger          | Gordini        |         |         |         | DNF     |         |         |         |         |         | 0                  | 0                  |
| —    | Eric Brandon            | Cooper         |         |         |         |         | DNF     |         |         |         |         | 0                  | 0                  |
| —    | Ron Flockhart           | Maserati       |         |         |         |         | DNF     |         |         |         |         | 0                  | 0                  |
| —    | Theo Helfrich           | Veritas-Meteor |         |         |         |         |         | DNF     |         |         |         | 0                  | 0                  |
| —    | Hermann Lang            | Mercedes       |         |         |         |         |         | DNF     |         |         |         | 0                  | 0                  |
| —    | Roger Loyer             | Gordini        | DNF     |         |         |         |         |         |         |         |         | 0                  | 0                  |
| —    | Lance Macklin           | H.W.M.         |         |         |         | DNF     |         |         |         |         |         | 0                  | 0                  |
| —    | Reg Parnell             | Ferrari        |         |         |         |         | DNF     |         |         |         |         | 0                  | 0                  |
| —    | John Riseley-Prichard   | Connaught      |         |         |         |         | DNF     |         |         |         |         | 0                  | 0                  |
| —    | Peter Whitehead         | Cooper         |         |         |         |         | DNF     |         |         |         |         | 0                  | 0                  |
| —    | William Whitehouse      | Connaught      |         |         |         |         | DNF     |         |         |         |         | 0                  | 0                  |
| —    | Alan Brown              | Cooper         |         |         |         |         | DNS     |         |         |         |         | 0                  | 0                  |
| —    | Carlos Menditeguy       | Maserati       | DNS     |         |         |         |         |         |         |         |         | 0                  | 0                  |
| —    | Giovanni de Riu         | Maserati       |         |         |         |         |         |         |         | DNS     |         | 0                  | 0                  |
| —    | Henry Banks             | Lesovsky       |         | DNQ     |         |         |         |         |         |         |         | 0                  | 0                  |
| —    | Bob Christie            | Lesovsky       |         | DNQ     |         |         |         |         |         |         |         | 0                  | 0                  |
| —    | Billy DeVore            | Kurtis Kraft   |         | DNQ     |         |         |         |         |         |         |         | 0                  | 0                  |
| —    | Duke Dinsmore           | Ewing          |         | DNQ     |         |         |         |         |         |         |         | 0                  | 0                  |
| —    | Paul Goacher            | Moore          |         | DNQ     |         |         |         |         |         |         |         | 0                  | 0                  |
| —    | Cliff Griffith          | Kurtis Kraft   |         | DNQ     |         |         |         |         |         |         |         | 0                  | 0                  |
| —    | Al Herman               | Kurtis Kraft   |         | DNQ     |         |         |         |         |         |         |         | 0                  | 0                  |
| –    | Frank Mundy             | Schroeder      |         | DNQ     |         |         |         |         |         |         |         | 0                  | 0                  |
| —    | Duke Nalon              | Kurtis Kraft   |         | DNQ     |         |         |         |         |         |         |         | 0                  | 0                  |
| —    | Danny Oakes             | Ferrari        |         | DNQ     |         |         |         |         |         |         |         | 0                  | 0                  |
| —    | Eddie Russo             | Kurtis Kraft   |         | DNQ     |         |         |         |         |         |         |         | 0                  | 0                  |
| —    | Eddie Sachs             | Kurtis Kraft   |         | DNQ     |         |         |         |         |         |         |         | 0                  | 0                  |
| —    | George Tichenor         | Kurtis Kraft   |         | DNQ     |         |         |         |         |         |         |         | 0                  | 0                  |
| —    | Johnnie Tolan           | Kurtis Kraft   |         | DNQ     |         |         |         |         |         |         |         | 0                  | 0                  |
| —    | Lee Wallard             | Kurtis Kraft   |         | DNQ     |         |         |         |         |         |         |         | 0                  | 0                  |
| —    | Chuck Weyant            | Silnes         |         | DNQ     |         |         |         |         |         |         |         | 0                  | 0                  |

| Legende  | Legende            | Legende                                                          |
| Farbe    | Abkürzung          | Bedeutung                                                        |
| -------- | ------------------ | ---------------------------------------------------------------- |
| Gold     | –                  | Sieg                                                             |
| Silber   | –                  | 2. Platz                                                         |
| Bronze   | –                  | 3. Platz                                                         |
| Grün     | –                  | Platzierung in den Punkten                                       |
| Blau     | –                  | Klassifiziert außerhalb der Punkteränge                          |
| Violett  | DNF                | Rennen nicht beendet (did not finish)                            |
| Violett  | NC                 | nicht klassifiziert (not classified)                             |
| Rot      | DNQ                | nicht qualifiziert (did not qualify)                             |
| Rot      | DNPQ               | in Vorqualifikation gescheitert (did not pre-qualify)            |
| Schwarz  | DSQ                | disqualifiziert (disqualified)                                   |
| Weiß     | DNS                | nicht am Start (did not start)                                   |
| Weiß     | WD                 | zurückgezogen (withdrawn)                                        |
| Hellblau | PO                 | nur am Training teilgenommen (practiced only)                    |
| Hellblau | TD                 | Freitags-Testfahrer (test driver)                                |
| ohne     | DNP                | nicht am Training teilgenommen (did not practice)                |
| ohne     | INJ                | verletzt oder krank (injured)                                    |
| ohne     | EX                 | ausgeschlossen (excluded)                                        |
| ohne     | DNA                | nicht erschienen (did not arrive)                                |
| ohne     | C                  | Rennen abgesagt (cancelled)                                      |
| ohne     | keine WM-Teilnahme |                                                                  |
| sonstige | P/fett             | Pole-Position                                                    |
| sonstige | 1/2/3/4/5/6/7/8    | Punktplatzierung im Sprint-/Qualifikationsrennen                 |
| sonstige | SR/kursiv          | Schnellste Rennrunde                                             |
| sonstige | *                  | nicht im Ziel, aufgrund der zurückgelegten Distanz aber gewertet |
| sonstige | ()                 | Streichresultate                                                 |
| sonstige | unterstrichen      | Führender in der Gesamtwertung                                   |